# Prince Buster

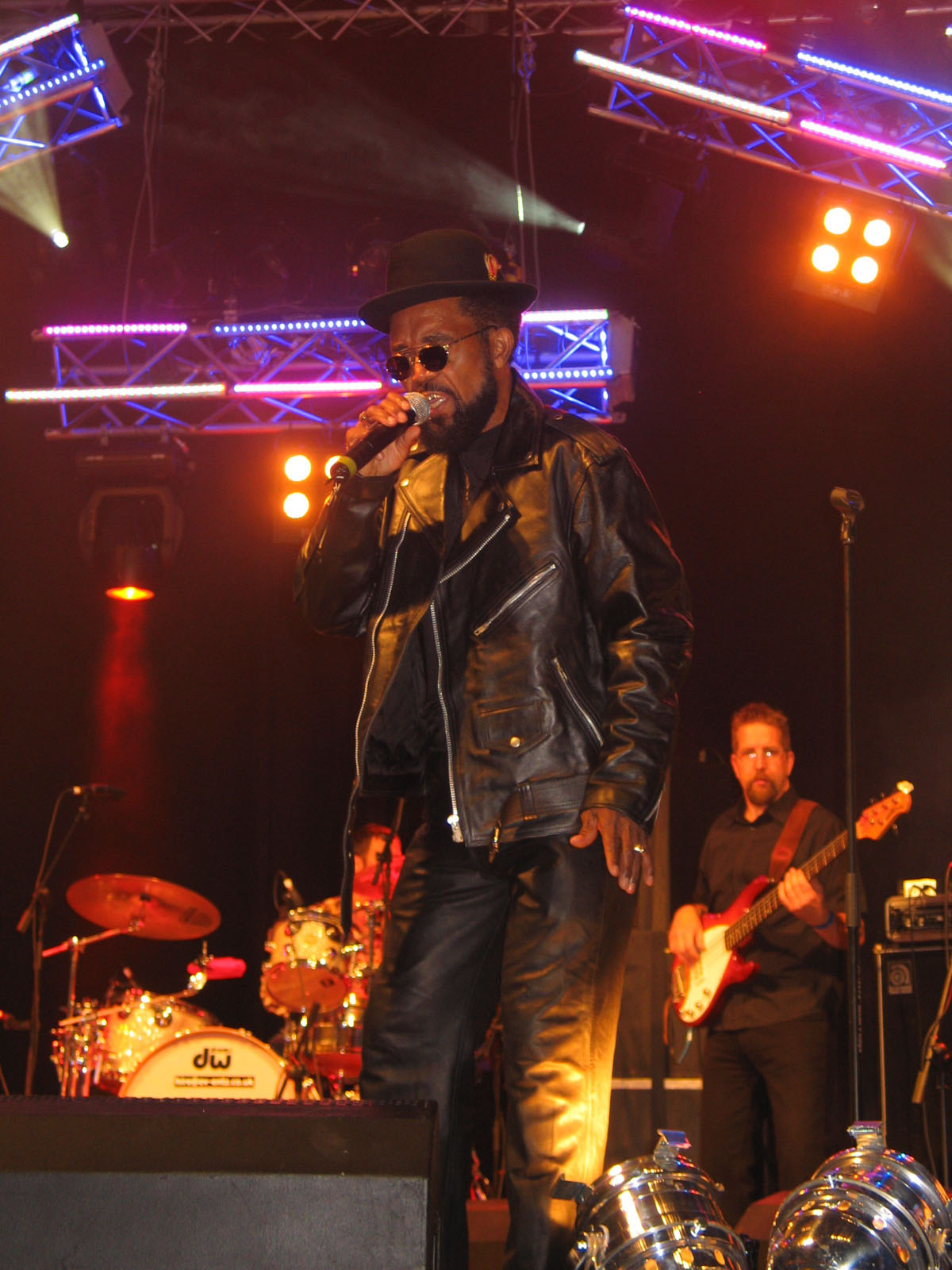
Prince Buster

Cecil Bustamente Campbell OD (Kingston (Jamaica), 24 mei 1938 – Florida, 8 september 2016) in de muziekwereld bekend als Prince Buster en in de moslimgemeenschap als Mohammed Yusef Ali, was een Jamaicaans zanger, producer en zakenman die tot de sleutelfiguren van de ska wordt gerekend.

## Biografie
Prince Buster is een samentrekking van The Prince, de bijnaam die Campbell kreeg als amateurbokser, en Buster zoals hij sinds zijn jeugd werd genoemd. Vanaf 1956 trad Buster op in de nachtclubs van Kingston als zanger van kortstondige bands die hij met diverse vrienden had opgericht.
Na een tijdje security-guard te zijn geweest bij de soundsystem van Clement 'Coxsone' Dodd produceerde Buster in 1960 een single voor de Folkes Brothers; Oh Carolina, waarvan het intro 32 jaar later werd gesampled voor de cover van Shaggy. Het werd een hit op Jamaica en naast zijn producerswerk voor andere artiesten nam Buster ook zelf nummers op die in het Verenigd Koninkrijk op Blue Beat Records werden uitgebracht; tot aan het eind van de jaren 60 was hij de hofleverancier voor dit ska-label.
In 1964 toerde Buster voor het eerst door Engeland; hij trok volle zalen, verscheen in het popprogramma Ready, Steady, Go! en scoorde een hit met Big Five, gebaseerd op Rainy Night in Georgia. Datzelfde jaar ontmoette Buster in New York collega-bokser Muhammad Ali naar wiens voorbeeld hij zich tot de islam bekeerde. "Een grote verandering was dat niet" vertelde Buster later in het Britse blad Mojo. "Mijn ouders waren namelijk aanhangers van Marcus Garvey".
In 1967, het jaar waarin Al Capone een Britse top 20-hit werd, ging Buster op tournee door de Verenigde Staten om het aldaar uitgebrachte The Ten Commanments (From Men To Woman) te promoten; tegenwoordig is het een gewild verzamelobject.
In 1972 scoorde Buster een hit in de Nederlandse Top 40 met het dan vijf jaar oude nummer Dance Cleopatra Dance. Ook had hij een rolletje in de film The Harder They Come als dj. Ondertussen was ska via rocksteady tot reggae geëvolueerd; Buster wist dat hij geen geloofwaardige indruk zou maken door als moslim ineens de rastaleer uit te dragen, en in 1973 trok hij zich terug uit de Jamaicaanse muziekscene.
Buster, al sinds de jaren 60 eigenaar van een platenzaak en een jukebox-bedrijf, ging de toeristensector in, waar hij binnen de kortste keren met verlies draaide. Hij zat zwaar in de schulden maar werd 'gered' door de Britse ska-revival. Bands als Madness, The Specials en The Selecter coverden zijn werk, dat opnieuw werd uitgebracht en goed verkocht.
Anno 1992 beleefde Madness zelf een revival na zes jaar uit elkaar te zijn geweest; Buster werd uitgenodigd om twee nummers mee te doen tijdens de Madstock-tweedaagse in het Londense Finsbury Park maar vanwege een geldkwestie ontbrak hij op de cd- en videoregistraties.
Naar aanleiding van een reclamespot scoorde Buster begin 1998 een klein hitje met een nieuwe versie van het bijna dertig jaar oude Whine & Grine. Daarna trad hij nog tien jaar lang sporadisch op om vervolgens meerdere malen door een beroerte te worden getroffen. Prince Buster overleed in de ochtend van 8 september 2016 in een ziekenhuis in Miami waar hij de tweede helft van zijn leven heeft doorgebracht.
- Biblioteca Nacional de España: XX1594791
- Bibliothèque nationale de France: cb139659002 (data)
- Gemeinsame Normdatei: 115852868X
- International Standard Name Identifier: 0000 0001 1647 9712
- Library of Congress Control Number: no99048341
- MusicBrainz: a1d32e75-2391-4d94-904e-13536304dcf6
- Nationale Bibliotheek van Tsjechië: xx0068707
- Istituto Centrale per il Catalogo Unico: DDSV231157
- Virtual International Authority File: 56247720
- WorldCat: E39PBJmXHP4wcWpXdqdFpxQH4q